# Jaycee Carroll
Jaycee Don Carroll (* 16. April 1983 in Laramie, Wyoming) ist ein ehemaliger US-amerikanischer Basketballspieler. Er spielte auf der Position des Shooting Guards. Caroll erhielt 2012 die aserbaidschanische Staatsbürgerschaft.

## Laufbahn

### Vereinskarriere
Jaycee Carroll begann seine Laufbahn in der Evanston High School in Evanston (Wyoming). Nach seinem Abschluss verbrachte er zwei Jahre als Mormonischer Missionar in Chile. Von 2004 bis 2008 spielte er für die Utah State Aggies in der Big West Conference (2004/05) und der Western Athletic Conference (2005–2008) der NCAA. Obwohl er während seiner College-Zeit sehr erfolgreich war und unter anderem zum Big West Conference Freshman of the Year 2004/05 sowie zum Western Athletic Conference Player of the Year 2007/08 ernannt wurde, wählte ihn kein Team beim NBA-Draft 2008.
Daraufhin wechselte Carroll in die italienische Lega Basket Serie A, wo er seine erste Saison als Profi bei Banca Tercas Teramo absolvierte. Im Anschluss unterschrieb er für den spanischen Erstligisten Gran Canaria 2014. Sowohl die Saison 2009/10 als auch 2010/11 beendete er mit 19 bzw. 19,6 Punkten pro Spiel als Topscorer der Meisterschaft. In seiner letzten Spielzeit bei den Kanaren wurde er zudem als bester Shooting Guard ins All-Tournament Team der Liga gewählt. Zur Saison 2011/12 wechselte Carroll zu Real Madrid. Bereits in seiner ersten Spielzeit konnte Carroll den Pokal erobern. Zu Beginn der Saison 2012/13 folgte der Gewinn des spanischen Supercups, zudem erreichte er mit Real Madrid das Endspiel der EuroLeague und beendete das Jahr mit dem Sieg in der Meisterschaft. In den darauffolgenden Jahren sollte er zahlreiche Titel mit Real Madrid feiern. 2014/15 und 2017/18 eroberte er mit seinem Klub die EuroLeague und 2015 darüber hinaus den Intercontinental Cup, insgesamt fünf Mal holte er die spanische Meisterschaft und jeweils sechs Mal den nationalen Pokal sowie den Supercup. Der offensivspezialist Carroll kam während seiner Zeit bei Real Madrid zumeist von der Bank und war insbesondere für seinen sicheren Dreipunktewurf gefürchtet. Nach der Saison 2020/21 beendete er seine Karriere. Mit 709 bestrittenen Spielen in zehn Saisons war er zum Zeitpunkt seines Rücktritts der ausländische Spieler mit den meisten Einsätzen in den Reihen von Real Madrid sowie, hinter Felipe Reyes und Sergio Llull, der Drittplatzierte in der Geschichte des Klubs.

### Nationalmannschaft
Jaycee Carroll erhielt 2012 die aserbaidschanische Staatsbürgerschaft und bestritt noch im selben Jahr mit der Nationalmannschaft die Qualifikation zur EM 2013. Insgesamt kam er zu zwei Einsätzen für die aserbaidschanische Basketballauswahl.

## Erfolge und Ehrungen
Utah State Aggies
- Big West Conference Freshman of the Year: 2004/05
- Big West Conference Tournament MVP: 2004/05
- Western Athletic Conference Player of the Year: 2007/08

CB Gran Canaria
- Liga ACB All-Tournament Team: 2010/11
- Bester Scorer der Liga ACB: 2009/10, 2010/11

Real Madrid
- EuroLeague (2): 2014/15, 2017/18
- Intercontinental Cup: 2015
- Spanische Meisterschaft (5): 2012/13, 2014/15, 2015/16, 2017/18, 2018/19
- Spanischer Pokal (6): 2011/12, 2013/14, 2014/15, 2015/16, 2016/17, 2019/20
- Spanischer Supercup (6): 2012, 2013, 2014, 2018, 2019, 2020